# Segui le ombre
Segui le ombre è un film del 2004, diretto dal regista Lucio Gaudino.

## Trama
Nel 1946, immediato dopoguerra, il giovane brigadiere Gatta viene destinato alla caserma di Sorrento, e proprio in quei giorni nell'albergo Corona, proprietà di Giuseppe De Rosa e Nuccia Corona, sono accaduti una serie di misteriosi omicidi accaduti nel periodo fascista che sono stati coperti troppo rapidamente. Gatta, guidato da un senso di giustizia, fa indagine e man mano riesce ad avvicinarsi alla verità e a trovare nuovi indizi, per cui emergono ambiguità, segreti da custodire e timori da superare.
Il film inizia con l'arrivo del brigadiere Gatta e con i suoi interrogatori agli eredi De Rosa: Adele, sposata con Primo Di Gennaro e ereditiera dell'albergo, e Aldo, macellaio. Ci sono, infatti, diversi casi irrisolti legati all'albergo e il brigadiere ha ricevuto il fascicolo da chiudere. Si hanno così diversi flashback su episodi passati che hanno visto l'omicidio di diversi personaggi tra cui addirittura la novella sposa di Aldo, Carolina. Si rivela così un gruppo capeggiato da Giuseppe De Rosa e composto dai figli e dal cognato Primo che uccide sistematicamente per una ragione o per l'altra mentre Nuccia Corona sembra vivere una vita infelice da cui non riesce a liberarsi.
SI hanno diverse sequenze all'inizio un po' confuse che vanno piano piano a dipanarsi e a rivelare come la relazione tra Giuseppe e Nuccia sia stata segnata da un patto scritto che avevano portato lei a rinunciare ad un figlio avuto prima del matrimonio che viene ucciso dai familiari a cui segue una serie di episodi concatenati con relative scomparse fino a portare tutti in un baratro senza fine.   